# IPhone X
Az iPhone X az Apple Inc. okostelefonja, amelyet 2017. november 3-án mutatott be az Apple. Az X az iPhone sorozat tizedik évfordulóját jelöli.

## Története
Az iPhone X fejlesztése már 5 évvel a telefon kiadása előtt, 2012-ben megkezdődött. Már az iPhone 7 2016-os megjelenésekor lehetett számítani a következő iPhone jelentős áttervezésére, ezt tovább erősítette, hogy 2017 júliusában egy HomePod firmware szivárogtatni kezdte, hogy az Apple egy kávamentes, gomboktól mentes, Face ID-t alkalmazó telefont készít. Ezek mellett 2017 szeptemberében az iOS 11 közel végleges verziója is kiszivárgott, ami megerősítette az új telefon dizájnját és funkcióit.
Az Apple 2017. szeptember 12-i sajtótájékoztatóján – melyet már az új Apple Parkban tartottak – mutatta be az új iPhone X telefont. Az iPhone X a 999 dolláros induló árával az eddig kiadott legdrágább iPhone lett, de ez az ár más piacokon még drágább is lehet a valutaárfolyam-ingadozások és az adók miatt.
2018 áprilisában az Amerikai Szövetségi Távközlési Bizottság (FCC) nyilvánosságra hozott képeket egy nem megjelent arany színű iPhone X modellről. Ellentétben az ezüst és az asztroszürke színekkel, amely színekben piacra dobták a telefont, tervben volt még az arany szín is, azonban gyártási problémák miatt ezek végül nem jelentek meg.

## Műszaki adatok

### Hardver
Az iPhone X 5,8 hüvelykes átlójú OLED kijelzővel rendelkezik, amely támogatja a DCI-P3 széles színskálát, sRGB-t és nagy dinamikatartományát, kontrasztaránya 1.000.000: 1. A Super Retina kijelző True Tone technológiája megtalálható az iPad Pro-n, amely környezeti fényérzékelőket alkalmaz a kijelző fehéregyensúlyának a fényhez való illesztésére. Bár az iPhone X nem rendelkezik ugyanazzal a "ProMotion" technológiával, amelyet a második generációs iPad Pro kijelzőjén használnak, ahol a kijelző 120 Hz-es frissítési sebességet ad, az OLED képernyő technológiája ismert negatív tendenciát mutat az "égő" effektusokban, amelyekben az egyes elemek következetesen a képernyőn hosszabb ideig még az új képek megjelenése után is halvány nyomot hagynak. Az Apple tudomásul vette, hogy az OLED képernyők nem kerültek kizárásra ebben a kérdésben, és egy támogató dokumentumban azt írta, hogy "ez is várt viselkedés". A gyártási hibákkal járó károkért nyújtott garancián kívüli szervizelés esetén az iPhone X képernyőjének a javításai 279 USD-be kerülnek, míg más károk javításának költsége 549 USD. Az iPhone X-nek két színű változata létezik: ezüst és szürke. A telefon eleje és hátulja sebészi minőségű rozsdamentes acélból van, ami javítja a tartósságot. A készülék üvegburkolatú. A kialakítás IP67-es víz- és porálló. Az iPhone X az Apple A11 Bionic rendszer chipjét tartalmazza, amit használnak az iPhone 8 és a 8 Plus-ban is. Az első Apple által tervezett grafikus feldolgozó egység és egy neurális motor is működik, amely mesterséges intelligencia gyorsítót képes felvenni. Az arcazonosító helyettesíti a Touch ID hitelesítési rendszert. Az arcfelismerő érzékelő két részből áll: a "Romeo" modulból, amely több mint 30 000 infravörös pontot vetít a felhasználó arcába, és egy "Juliet" modulból, ami a mintát olvassa. A mintát elküldi az A11 Bionic chipben lévő Secure Enclave-nak, hogy megerősítse a telefon tulajdonosának arcát. Alapértelmezés szerint a rendszer nem működik zárt szemmel, az illetéktelen hozzáférés megakadályozása érdekében, de ez kikapcsolható a beállításokban. Az iPhone X hátul két kamerával rendelkezik. Az egyik egy 12 MP-s, nagylátószögű, f / 1,8-as kamera, ami támogatja az arcfelismerést, a nagy dinamikatartományt és az optikai képstabilizátort. Képes rögzíteni a 4K-s videót 24, 30 vagy akár 60 képkocka / másodpercenként, vagy 1080p-es videót 30, 60, 120 vagy akár 240 kép / másodperc alatt. A másodlagos teleobjektív 2 × optikai zoommal és 10 × digitális zoommal rendelkezik, f / 2,4 nyílással és optikai képstabilizátorral. A Portré üzemmód képes konkrét mélységélességű és fényhatásokkal rendelkező fotók készítésére. Ugyancsak rendelkezik négydimenziós LED True Tone vakuval, 2 × jobb fényességgel. A telefon elején a 7 megapixeles TrueDepth kamera f / 2,2 nyílással rendelkezik, továbbá arcfelismerő és HDR funkciókkal is rendelkezik. Képes rögzíteni 1080p-es videót 30 képkocka / másodperc, 720p-es videót 240 kép / másodperc, és lehetővé teszi az Animoji használatát. Az iPhone X támogatja a Qi szabványos vezeték nélküli töltést is. A MacRumors által végzett tesztelések során az iPhone X töltési sebessége jelentősen változik, attól függően, hogy milyen típusú kábeleket, tápegységeket, adaptereket vagy vezeték nélküli töltőket használnak.

### Szoftver
Az első iPhone X-ek iOS 11.0.1-gyel érkeztek. Mivel ezen az iPhone-on nem található Home gomb, szoftveresen kellett ennek funkcióit véghez vinni. A végleges verzióban a főképernyőre ugrás egy háttérszíntől függően fehér vagy fekete sáv felhúzása, a Multitasking ennek a sávnak a kijelző közepéig való felhúzása, majd ottartása, a Reachability a sáv lehúzása. A Siri-t mostantól a jobb oldalsó gomb nyomva tartásával érhetjük el, a kikapcsolás az oldalsó gomb+valamelyik hangerőgomb hosszú nyomásával tudható le, a probléma esetén felmerülő kényszerített újraindítás (ún. Hard Reset) mindkét hangerőgomb rövid megnyomásával, majd az oldalsó gomb hosszú nyomásával vihető végbe.
Az iPhone X-re az iOS 16 az elérhető legfrissebb főverzió, a jövőben már csak biztonsági frissítések várhatók az eszközre.